# 1989 no desporto

## Automobilismo
- 26 de março - Nigel Mansell vence o GP do Brasil na sua estreia na Ferrari e a primeira vitória do câmbio semiautomático. Maurício Gugelmin termina em 3º lugar (seu único pódio na carreira) e na prova de estreia, Johnny Herbert terminou em 4º lugar e marcou seus primeiros 3 pontos na carreira.[1]
- 23 de abril - Gerhard Berger bate na curva Tamburello e sua Ferrari pega fogo no início do GP de San Marino. Em segundos os bombeiros apagam o incêndio no carro do piloto austríaco. Berger ficou lúcido durante toda a operação de resgate e foi retirado do cockpit com uma costela quebrada e queimaduras no pescoço e nas mãos[2]
- 7 de maio - Stefano Modena termina o GP de Mônaco em 3º lugar. É o primeiro pódio do piloto italiano e o 124º (e último) de um piloto da Brabham.
- 28 de maio - Emerson Fittipaldi vence as 500 Milhas de Indianápolis e o primeiro piloto brasileiro a vencê-la.[3]
- 2 de junho - No primeiro treino classificatório, Ayrton Senna faz o melhor tempo no GP dos Estados Unidos, Phoenix (estreia no calendário).
- 3 de junho - No segundo treino classificatório, ninguém supera o tempo de Senna, que garante a pole position com a marca do dia anterior. O brasileira alcança a 34ª pole na carreira e supera as 33 do escocês Jim Clark.[4]
- 7 de junho - Chico Landi, o pioneiro do Brasil na Fórmula 1, falece aos 81 anos de idade.[5]
- 18 de junho - Thierry Boutsen vence o GP do Canadá. É a primeira vitória do piloto belga e Andrea de Cesaris é 3º colocado, seu quinto e último pódio na Fórmula 1 e o primeiro da Dallara.[6]
- 27 de agosto - Ayrton Senna larga na pole do GP da Bélgica, Mauricio Gugelmin na 9ª e Nelson Piquet não conseguiu vaga no grid de largada entre os 26 carros. O tricampeão brasileiro terminou na 28ª posição. Na volta cronometrada, ele fo atrapalhado pelo francês Olivier Grouillard, que larga na 26ª e última posição. É a segunda vez na carreira que Piquet não qualificou e seu companheiro Satoru Nakajima (27ª), também falhou no treino classificatório. É a primeira vez que a Lotus fica fora de um grande prêmio por insuficiência técnica.[7]
- 4 de setembro - Nelson Piquet é anunciado oficialmente como piloto da Benetton em 1990.[8]
- 6 de setembro - A Ferrari anuncia a contratação oficial de Alain Prost para a temporada de 1990.[9]
- 24 de setembro - Emerson Fittipaldi vence as "200 Milhas de Nazareth" e sagra-se campeão da Fórmula Indy com uma prova de antecedência.
  - Gerhard Berger vence o GP de Portugal, Alain Prost é 2º e Stefan Johansson termina em 3º lugar e conquista o único pódio da estreante Onyx. Ayrton Senna não terminou a prova em função de uma colisão com Nigel Mansell na 49ª volta. O inglês da Ferrari foi desclassificado por ter dado a marcha à ré quando passara de seu boxe na 39ª volta. Na 46ª volta, o diretor de prova acionou pela primeira vez a bandeira preta (desclassificação) quando Mansell passava na linha de chegada, na seguinte e na outra até a batida com Senna na primeira curva do circuito. Por ter permanecido na pista depois de desclassificado, Mansell e Ferrari foram multados em U$50 mil dólares e o piloto inglês suspenso por uma prova, o GP da Espanha.[10]
- 22 de outubro - No GP do Japão, Alain Prost é campeão mundial de Fórmula 1 com uma prova de antecedência. O francês torna-se tricampeão mundial com a desclassificação de Ayrton Senna.
- 5 de novembro - O GP da Austrália marca a última prova na categoria de René Arnoux e Eddie Cheever.

## Capoeira
Fundação do Grupo Capoeira Brasil no dia 14 de Janeiro de 1989

## Futebol
- 19 de fevereiro - O Bahia torna-se campeão Brasileiro de Futebol de 1988 ao empatar em 0 a 0 contra o Internacional no Beira-Rio. No jogo de ida, o Tricolor Baiano venceu o colorado por 2 a 1 na Fonte Nova. É o segundo título[11] do clube baiano.
- 3 de março - Portugal venceu a Nigéria por 2 a 0, e tornou-se campeã pela primeira vez na Copa do Mundo de Futebol Juniores, realizado nos Emirados Árabes Unidos. O plantel era constituído pelos conhecidos do futebol português: Fernando Brassard, Abel, Paulo Alves, Paulo Sousa, Morgado, Jorge Sousa, Tozé, Hélio, Xavier, Paulo Madeira, Filipe, Bizarro, Resende, João Vieira Pinto, Rui Costa, Luís Figo, Valido, Fernando Couto, Folha e Amaral Rodrigues. O treinador era Carlos Queirós.
- 19 de março - O Estádio Elzir Cabral é inaugurado, casa do Ferroviário Atlético Clube.
- 24 de maio - Milan vence por 4 a 0 o Estrela de Bucareste, sendo campeão da Liga dos Campeões da Europa. É o terceiro título do clube de milão.
- 31 de maio - O Atlético Nacional vence o Olimpia no El Campín em Bogotá por 5 a 4 (2 a 0 no tempo normal) nas cobranças de penalidades sendo campeão também para a Colômbia pela primeira vez na Copa Libertadores da América. No jogo de ida, El Verde perdeu o primeiro jogo em Defensores del Chaco em Assunção por 2 a 0.
- 21 de junho - Botafogo vence o Flamengo no Maracanã por 1 a 0 e torna-se campeão carioca. O alvinegro acabava com o jejum que durava 21 anos.
- 2 de julho - São Paulo empata com o São José no Morumbi em 0 a 0, e é campeão Paulista. No primeiro jogo também no Morumbi, o Tricolor Paulista venceu por 1 a 0.[12]
- 5 de julho - Atlético Mineiro vence fora de casa por 2 a 0 o Democrata de Sete Lagoas e tornou-se bicampeão do Campeonato Mineiro com uma rodada de antecedência.[13]
- 14 de julho - O Brasil vence o Paraguai por 3 a 0 e decide o título da Copa América contra o Uruguai.[14]
  - O Uruguai vence a Argentina por 2 a 0 e decide contra o Brasil o título da competição, mas o lance que mais chamou a atenção desse jogo foi aos 34 minutos do primeiro tempo quando o placar ainda estava 0 a 0. Do meio de campo, Maradona percebeu que o goleiro Zeoli estava adiantando e chutou por cobertura. A bola subiu... e quando desceu, acertou o travessão. Maradona, com raiva, socou o gramado do Maracanã pelo gol que não aconteceu.[15]
- 16 de julho - O Brasil derrota o Uruguai por 1 a 0 e torna-se campeão da Copa América pela quarta vez.
- 30 de agosto - Criciúma empata por 1 a 1 o Joinville e torna-se campeão catarinense pela terceira vez,[16] antes (1968) como Comerciário e 1986.
- 2 de setembro - Grêmio vence o Sport no Olímpico por 2 a 1, e é campeão da primeira edição da Copa do Brasil. No jogo de ida, o tricolor gaúcho empatou em 0 a 0 na Ilha do Retiro, em Pernambuco.
- 3 de setembro - O Brasil vencia o Chile por 1 a 0, no Maracanã, quando o jogo foi interrompido aos 24 minutos do segundo tempo, em função de um sinalizador atirado por uma torcedora, e que caiu em direção ao goleiro Roberto Rojas. O goleiro deixou o campo aparentemente ensanguentado, carregado por seus colegas de seleção. O árbitro do jogo, o argentino Juan Loustau, esperou por 20 minutos junto com a seleção brasileira, e depois considerou a partida terminada e colocou em sua súmula, vitória de 2 a 0 para o Brasil, pois os jogadores chilenos não retornaram ao gramado.[17] A pedido do diretor de futebol da CBF, Eurico Miranda, um exame de corpo de delito feito no goleiro chileno constatou que ele teve apenas um corte na testa e nenhuma queimadura no rosto.[18] A farsa foi descoberta por causa de uma sequência de imagens feita por um fotógrafo, Ricardo Alfieri, que estava atrás do gol chileno. As fotos mostraram a sequência do foguete, que cai longe do goleiro.[19]
- 10 de setembro - Numa sessão extraordinária em Zurique, Suíça, sede da FIFA, por decisão unânime, os cinco vice-presidentes da entidade decretaram a vitória do Brasil por 2 a 0 (incluindo o abandono da seleção chilena) no Maracanã e a vaga da Seleção Canarinho para a Copa do Mundo de 1990.[20]
- 4 de dezembro - Fundação da Associação Desportiva São Caetano.
- 8 de dezembro - Numa decisão tomada em Roma, Itália, o Comitê Executivo da FIFA baniu o goleiro Roberto Rojas do futebol e o Chile impedido de disputar as Eliminatórias da Copa do Mundo de 1994 pelo ocorrido no Maracanã.[21]
- 16 de dezembro - Vasco da Gama vence o São Paulo por 1 a 0 e torna-se campeão brasileiro pela segunda vez.[22]
- 17 de dezembro - O Milan vence o Atlético Nacional por 1 a 0 (0 a 0 no tempo normal). O gol foi de Evani aos 14 minutos do segundo tempo da prorrogação. É o segundo título Intercontinental do clube milanês.[23]
- 19 de dezembro - Esporte Clube Pinheiros e Colorado Esporte Clube se juntam, e é fundado o Paraná Clube.
- 26 de dezembro - Van Basten ganha o prêmio Bola de Ouro como melhor futebolista da Europa pelo segundo ano seguido. É a segunda vez que ele recebe o prêmio.[24]

## Golfe
- abril 6-9 - Masters Tournament - Nick Faldo
- junho 15-18 - U.S. Open - Curtis Strange
- julho 20-23 - British Open - Mark Calcavecchia
- agosto 10-13 - PGA Championship - Payne Stewart

## Ténis
- Grand Slam de tênis resultados masculino:

Australian Open
- 28 de janeiro - A alemã Steffi Graf vence a tcheca Helena Suková por 6/4 e 6/4.[25]
- 29 de janeiro - O tcheco Ivan Lendl vence o tcheco Miloslav Mecir por 6/2, 6/2 e 6/2.[26]

Torneio de Roland Garros
- 10 de junho - A espanhola Arantxa Sánchez vence a alemã Steffi Graf por 7/6 (8/6), 3/6 e 7/5.[27]
- 11 de junho - O americano Michael Chang vence o sueco Stefan Edberg por 6/1, 3/6, 4/6, 6/4, 6/2.[28]

Torneio de Wimbledon
- 9 de julho - A alemã Steffi Graf vence a americana Martina Navratilova por 6/2, 6/7 (1/7) e 6/1.[29]
- 9 de julho - O alemão Boris Becker vence o sueco Stefan Edberg por 6/0, 7/6 (6/1) e 6/4.[30]

US Open
- 9 de setembro - A alemã Steffi Graf vence a americana Martina Navratilova por 3/6, 7/5 e 6/1[31]
- 10 de setembro - O alemão Boris Becker vence o tcheco Ivan Lendl por 7/6 (7/2), 1/6, 6/3 e 7/6 (7/4)[32]

Copa Davis de 1989
- 17 de dezembro - Alemanha Ocidental vence Suécia por 3 a 2.[33]

## Nascimentos
| Data            | Nome                                 | Profissão             | Nacionalidade            | Observações | Ref                 |
| --------------- | ------------------------------------ | --------------------- | ------------------------ | ----------- | ------------------- |
| 4 de janeiro    | Graham Rahal                         | automobilista         | Estados Unidos           |             |                     |
| 12 de janeiro   | Axel Witsel                          | futebolista           | Bélgica                  |             |                     |
| 19 de janeiro   | He Wenna                             | ginasta               | China                    |             |                     |
| 21 de Janeiro   | Henrikh Mkhitaryan                   | futebolista           | Armênia                  |             |                     |
| 26 de janeiro   | Emily Hughes                         | patinadora artística  | Estados Unidos           |             |                     |
| 28 de janeiro   | Bruno Massot                         | patinador artístico   | França                   |             |                     |
| 2 de fevereiro  | Ivan Perišić                         | futebolista           | Croácia                  |             |                     |
| 7 de fevereiro  | Alexis Rolín                         | futebolista           | Uruguai                  |             | [carece de fontes?] |
| 19 de fevereiro | Wu Xi                                | futebolista           | China                    |             |                     |
| 23 de fevereiro | Evan Bates                           | patinador artístico   | Estados Unidos           |             |                     |
| 3 de março      | Macris Carneiro                      | voleibolista          | Brasil                   |             |                     |
| 6 de março      | Maylson Barbosa Teixeira             | futebolista           | Brasil                   |             |                     |
| 9 de março      | Hong Un Jong                         | ginasta               | Coreia do Norte          |             |                     |
| 16 de março     | Theo Walcott                         | futebolista           | Inglaterra               |             |                     |
| 21 de março     | Nicolás Lodeiro                      | futebolista           | Uruguai                  |             | [carece de fontes?] |
| 26 de março     | Simon Kjær                           | futebolista           | Dinamarca                |             |                     |
| 1 de abril      | Christian Vietoris                   | automobilista         | Alemanha                 |             |                     |
| 3 de abril      | Zsuzsanna Jakabos                    | nadadora              | Hungria                  |             |                     |
| 4 de abril      | Natália Zilio                        | vôleibolista          | Brasil                   |             |                     |
| 7 de abril      | Teddy Riner                          | judoca                | França                   |             |                     |
| 12 de abril     | Kaitlyn Weaver                       | patinadora artística  | Canadá                   |             |                     |
| 18 de abril     | Ciro Henrique Alves Ferreira e Silva | futebolista           | Brasil                   |             |                     |
| 20 de abril     | Ana Paula Vergutz                    | canoísta              | Brasil                   |             |                     |
| 23 de abril     | Nicole Vaidisova                     | tenista               | Chéquia                  |             |                     |
| 29 de abril     | Domagoj Vida                         | futebolista           | Croácia                  |             |                     |
| 16 de maio      | Daiene Dias                          | nadadora              | Brasil                   |             |                     |
| 17 de maio      | Tessa Virtue                         | patinadora artística  | Canadá                   |             |                     |
| 31 de maio      | Daniel Wass                          | futebolista           | Dinamarca                |             |                     |
| 31 de maio      | Marco Reus                           | futebolista           | Alemanha                 |             |                     |
| 1 de junho      | Nataliya Goncharova                  | voleibolista          | União Soviética (Rússia) |             |                     |
| 16 de junho     | Jelena Glebova                       | patinadora artística  | Estónia                  |             |                     |
| 30 de junho     | Bruno Fratus                         | nadador               | Brasil                   |             |                     |
| 1 de julho      | Daniel Ricciardo                     | automobilista         | Austrália                |             |                     |
| 2 de julho      | Alex Morgan                          | futebolista           | Estados Unidos           |             |                     |
| 5 de julho      | Dejan Lovren                         | futebolista           | Croácia                  |             |                     |
| 16 de julho     | Gareth Bale                          | futebolista           | País de Gales            |             |                     |
| 18 de julho     | Dmitri Soloviev                      | patinador artístico   | Rússia                   |             |                     |
| 22 de julho     | Israel Adesanya                      | artes marciais mistas | Nigéria                  |             |                     |
| 22 de julho     | Leandro Damião                       | futebolista           | Brasil                   |             |                     |
| 27 de julho     | Manuella Lyrio                       | nadadora              | Brasil                   |             |                     |
| 29 de julho     | Kosovare Asllani                     | futebolista           | Suécia                   |             |                     |
| 31 de julho     | Aljamain Sterling                    | artes marciais mistas | Estados Unidos           |             |                     |
| 1 de agosto     | Salman Al-Faraj                      | futebolista           | Arábia Saudita           |             |                     |
| 3 de agosto     | Jules Bianchi                        | automobilista         | França                   | m. 2015     | [ 34 ]              |
| 8 de agosto     | Hannah Miley                         | nadadora              | Reino Unido              |             |                     |
| 10 de agosto    | Ben Sahar                            | futebolista           | Israel                   |             |                     |
| 27 de agosto    | Juliana Cannarozzo                   | patinadora e atriz    | Estados Unidos           |             |                     |
| 28 de agosto    | Valtteri Bottas                      | automobilista         | Finlândia                |             |                     |
| 2 de setembro   | Alexandre Pato                       | futebolista           | Brasil                   |             |                     |
| 6 de Setembro   | Yana Shcherban                       | Voleibolista          | União Soviética (Rússia) |             |                     |
| 8 de setembro   | Gylfi Sigurðsson                     | futebolista           | Islândia                 |             |                     |
| 8 de setembro   | Tabaré Viudez                        | futebolista           | Uruguai                  |             | [carece de fontes?] |
| 12 de setembro  | Elyse Hopfner-Hibbs                  | ginasta               | Canadá                   |             |                     |
| 13 de setembro  | Thomas Müller                        | futebolista           | Alemanha                 |             |                     |
| 15 de setembro  | Steliana Nistor                      | ginasta               | Roménia                  |             |                     |
| 19 de setembro  | Valdiléia Martins                    | atleta                | Brasil                   |             |                     |
| 19 de setembro  | Volkan Oezdemir                      | lutador de MMA        | Suíça                    |             |                     |
| 21 de setembro  | Svetlana Romashina                   | nadadora artística    | Rússia                   |             |                     |
| 26 de setembro  | Idrissa Gueye                        | futebolista           | Senegal                  |             |                     |
| 4 de outubro    | Kimmie Meissner                      | patinadora artística  | Estados Unidos           |             |                     |
| 7 de outubro    | Stephan Barcha                       | hipismo               | Brasil                   |             |                     |
| 12 de outubro   | Paulo Henrique Ganso                 | futebolista           | Brasil                   |             |                     |
| 13 de outubro   | Jessica Yamada                       | Mesa-tenista          | Brasil                   |             |                     |
| 13 de outubro   | Breno Rodrigues Borges               | futebolista           | Brasil                   |             |                     |
| 16 de outubro   | Valdenice do Nascimento              | canoísta              | Brasil                   |             |                     |
| 28 de outubro   | Kingsley Umunegbu                    | futebolista           | Nigéria                  |             |                     |
| 30 de outubro   | Nastia Liukin                        | ginasta               | Estados Unidos (n. URSS) |             |                     |
| 7 de novembro   | Dariya Zgoba                         | ginasta               | Ucrânia                  |             |                     |
| 10 de novembro  | Brendon Hartley                      | automobilista         | Nova Zelândia            |             |                     |
| 11 de novembro  | Stephanie Gardner                    | patinadora artística  | Brasil                   |             |                     |
| 20 de novembro  | Eduardo Vargas                       | futebolista           | Chile                    |             | [carece de fontes?] |
| 24 de novembro  | Lukáš Hrádecký                       | futebolista           | Finlândia                |             |                     |
| 30 de novembro  | Kimberly Hill                        | voleibolista          | Estados Unidos           |             |                     |
| 2 de dezembro   | Matteo Darmian                       | futebolista           | Itália                   |             |                     |
| 21 de dezembro  | Cheikhou Kouyaté                     | futebolista           | Senegal                  |             |                     |

## Mortes
| Data           | Nome                  | Profissão           | Nacionalidade   | Observações | Ref    |
| -------------- | --------------------- | ------------------- | --------------- | ----------- | ------ |
| 2 de fevereiro | Ondrej Nepela         | patinador artístico | Tchecoslováquia | n. 1951     |        |
| 8 de março     | Elisaveta Bykova      | enxadrista          | União Soviética | n. 1913     |        |
| 26 de abril    | Roberto Nunes Morgado | árbitro de futebol  | Brasil          | n. 1946     | [ 35 ] |
| 7 de junho     | Chico Landi           | automobilista       | Brasil          | n. 1907     | [ 36 ] |
| 8 de agosto    | Benedicto Lopes       | automobilista       | Brasil          | n. 1904     |        |
| 3 de setembro  | Gaetano Scirea        | futebolista         | Itália          | n. 1953     | [ 37 ] |
| 14 de setembro | Tim Brown             | patinador artístico | Estados Unidos  | n. 1938     |        |
| 24 de outubro  | Jerzy Kukuczka        | montanhista         | Polónia         | n. 1948     |        |